# Роуз Бірн
Мері Роуз Бірн (англ. Mary Rose Byrne; нар. 24 липня 1979) — австралійська акторка. Бірн дебютувала на екрані в 1994 році з невеликої ролі у фільмі «Лялька Далласу». Призерка Венеційського та Берлінського кінофестивалей за головні ролі у фільмах «Богиня 1967» (2000) та «Якби у мене були ноги, я би тебе пнула» (2025) відповідно.

## Життєпис
Народилась 24 липня 1979 у Балмейні, передмістя Сіднея, Новий Південний Уельс, Австралія. ЇЇ сім'я має ірландське та шотландське походження. Мати, Джейн Бірн, працює адміністраторкою в початковій школі, батько, Робін Бірн — маркетолог.
Уже з восьми років почала брати уроки акторського мистецтва в Австралійському молодіжному театрі. До вступу в коледж Бредфілда в Кроуз Нест Роуз відвідувала середню школу в Балмейні. Потім було навчання в коледжі та Університеті Сіднея. У 1999 році вона почала навчатися в Атлантичному театрі Девіда Мамета та Вільяма Мейсі.
У Роуз є старший брат Джордж Бірн і дві старші сестри: Еліс Бірн та Люсі Бірн. Усі четверо безпосередньо долучені до сфери мистецтв: брат став фотографом, одна із сестер — художницею, а інша працює у видавничій фірмі Лондона.
Хоча обоє батьків Роуз атеїсти, сама себе вона вважає агностиком.

## Кар'єра
Свою першу роль у фільмі «Лялька Далласу» (1994) акторка отримала у дванадцять років; надалі вона грала у великій кількості австралійських телесеріалів, таких як: «Школи розбитих сердець» (1994), «Точка Ехо» (1995) і картині «Пальці віялом» із Гітом Леджером. Далі були ролі у фільмах «Побачення» (1999), «Знову в коледж» (2000) та роль сліпої дівчини у «Богині 1967 року» (2000), за яку вона отримала жіночий кубок Вольпі на Венеціанському кінофестивалі у 2000 році. У той самий час Бірн отримала епізодичну роль у поліцейському серіалі «Зов вбивці» (1997); паралельно вона грала й на сцені — вона грала одну з головних ролей в класичній чеховській постановці «Три сестри».
Бірн брала участь в зніманні кліпу на сингл Даррена Хейза «I Miss You» та зіграла головну роль у кліпі австралійського музиканта Алекса Ллойда на його сингл «Black the Sun»; вона ж прикрасила собою обкладинку цього синглу. Одночасно з цим їй дістався контракт на знімання телереклами для Sony.
У 2002 році Бірн вперше зіграла в голлівудській картині. Її дебютом була роль Дормі, прислуги героїні Наталі Портман у фільмі Джорджа Лукаса «Зоряні війни. Епізод II. Атака клонів». Того ж року акторка зіграла в картині «Місто привидів» із Меттом Діллоном.
За рік до цього Роуз відвідала Велику Британію — там вона зіграла в проєкті Тіма Файвелла «Я захопила замок». У 2003 році Бірн знялась як Роза Мортмейн, старша сестра Кассандри, персонаж Ромоли Гері. Також у 2003 році акторка встигла взяти участь у фільмування трьох австралійських картин: «Ніч, яку ми назвали днем» з Мелані Гріффіт і Денісом Гоппером, «Невиправний оптиміст» з Беном Лі (ця робота принесла їй звання «Найкращої акторки» за версією Австралійського кіноінституту) і прохідній комедії «На виніс».
У 2004 році Бірн зіграла троянську жрицю Брісеїду, викрадену Ахіллесом під час Троянської війни в епічному фільмі «Троя». З колегою по фільму, Пітером О'Туллом, акторка знову зустрілась у телепроєкті «Казанова» (2005). Бірн також з'являється у фільмі Денні Гріна «Мешканці» (2005) за мотивами роману Бернарда Малмута, а також у фільмі «Одержимість» (2005), де вона зіграла Алекс, жінку, яка маніпулює героєм Джоша Хартнетта, щоби розлучити його з коханою.
У 2006 році Роуз запросили на роль Габріель де Поліньяк в картину Софії Копполи «Марія-Антуаннета». Цікаво, що Роуз та Коппола виконували одну роль у «Зоряних війнах»: Дорме, прислугу Падме — Софія в першому епізоді («Зоряні війни. Епізод I. Прихована загроза»), а Роуз у другому («Зоряні війни: Атака клонів»).
У 2007 році вона зіграла в науково-фантастичному трилері Денні Бойла «Пекло», комедійній драмі «Свіжозахоронені» і в постапокаліптичному фільмі жахів «28 тижнів потому».
У 2008 році Роуз виконала головну роль у кримінальній мелодрамі «М'який удар». Наступного року вона з'явилася в таких фільмах, як «Знамення», де її партнером по знімальному майданчику був Ніколас Кейдж, і мелодрамі «Адам».

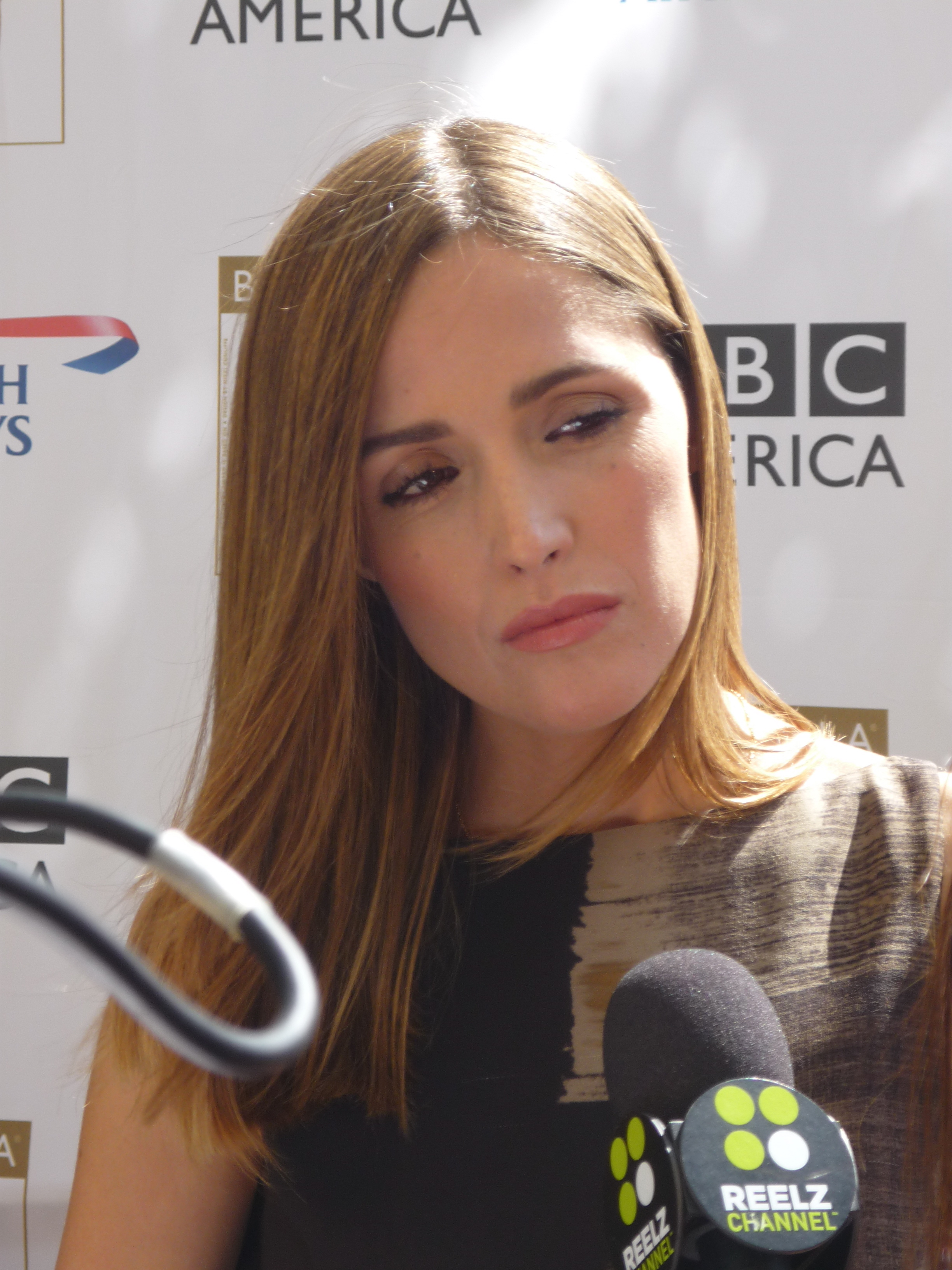
Роуз Бірн у 2010 році

У 2010 році Роуз зіграла у фільмі «Зірковий ескорт».
У 2011 році вона виконала ролі Мойри МакТаггерт у фільмі «Люди Ікс: Перший Клас», Рене у фільмі «Астрал» та Гелен Гарріс у фільмі «Подружки нареченої».
У 2012 році Роуз знялась в короткометражці «Збитки» і фільмі «Місце під соснами», а у фільмі «Єдність» виступила як оповідачка.
Бірн протягом двох років була обличчям компанії «Max Factor» (2004—2006 рр.).
У своїх фільмах Роуз використовувала декілька різних акцентів: австралійський, британський, американський, та канадський.
У 2007—2012 роках Бірн знімалась у серіалі «Сутичка».
У 2015 році на екрани вийшов фільм «Шпигунка», де Роуз зіграла головну негативну роль Рейни Боянової.

## Особисте життя
Роуз зустрічалася у 1999—2002 з Грегором Джорданом, австралійським письменником та режисером, який зняв її у своїй картині «Дві руки» 1999 року. Потім був роман з австралійським письменником, режисером та актором Бренданом Ковеллом. Їхні стосунки протривали понад шість років (2003 — поч. 2010), при цьому більшу частину часу, у зв'язку з вимогами професій, їм доводилось знаходитись вдалині один від одного, часто на різних континентах. Пара розійшлась у січні 2010 року.
З серпня 2012 року Роуз зустрічається з актором Боббі Каннавале. 23 жовтня 2015 року стало відомо, що пара очікує на появу свого первістка. У лютому 2016 року в пари народився син Рокко, у листопаді 2017 року — другий син, Рафа.

## Фільмографія
| Фільм | Фільм                                              | Фільм                 | Фільм                                                                       |
| Рік   | Фільм                                              | Роль                  | Примітки                                                                    |
| ----- | -------------------------------------------------- | --------------------- | --------------------------------------------------------------------------- |
| 1994  | Лялька Далласу (англ. Dallas Doll)                 | Растус Соммерс        |                                                                             |
| 1999  | Дві руки (англ. Two Hands)                         | Алекс                 |                                                                             |
| 1999  | Дата                                               | Софі                  |                                                                             |
| 2000  | Знову в коледж (англ. My Mother Frank)             | Дженні                |                                                                             |
| 2000  | Богиня 1967 (англ. The Goddess of 1967)            | БіДжи                 | Кубок Вольпі за найкращу жіночу роль                                        |
| 2001  | The Pitch                                          | дівчина               |                                                                             |
| 2002  | Зоряні війни: Атака клонів                         | Дорме                 |                                                                             |
| 2002  | Місто примар                                       | Сабріна               |                                                                             |
| 2003  | Я захоплюю замок (англ. I Capture the Castle)      | Роуз Мортмейн         |                                                                             |
| 2003  | Ніч, яку ми назвали днем                           | Одрі Епплбі           |                                                                             |
| 2003  | Монстр                                             | У титрах не вказана   |                                                                             |
| 2003  | Невиправний оптиміст                               | Джемма Тейлор         | (номінація Австралійської кіноакадемії за найкраще виконання головної ролі) |
| 2003  | На винос                                           | Сонья Стілано         |                                                                             |
| 2004  | Троя                                               | Брісеїда              |                                                                             |
| 2004  | Одержимість                                        | Алекс                 |                                                                             |
| 2005  | Мешканці (англ. The Tenants)                       | Ірен Белл             |                                                                             |
| 2006  | Марія-Антуанетта                                   | герцогиня де Поліньяк |                                                                             |
| 2006  | Мертва дівчинка                                    | Леа                   |                                                                             |
| 2007  | Пекло                                              | Кессі                 |                                                                             |
| 2007  | 28 тижнів по тому                                  | майор Скарлетт Росс   |                                                                             |
| 2008  | Свіжозахоронені (англ. Just_Buried)                | Роберта Ніклі         |                                                                             |
| 2008  | М'який удар (англ. The Tender Hook)                | Айріс                 |                                                                             |
| 2009  | Знамення                                           | Діана Вейленд         |                                                                             |
| 2009  | Адам                                               | Бет Бакволд           |                                                                             |
| 2010  | Я теж тебе кохаю                                   | п'яна пасажирка       |                                                                             |
| 2010  | Зірковий ескорт                                    | Джекі Кью             |                                                                             |
| 2011  | Люди Ікс: Перший клас                              | Мойра Мактаггерт      |                                                                             |
| 2011  | Астрал                                             | Рене                  |                                                                             |
| 2011  | Подружки нареченої                                 | Гелен Гарріс          |                                                                             |
| 2013  | Місце під соснами                                  | Дженніфер             |                                                                             |
| 2013  | Даю рік                                            | Нет                   |                                                                             |
| 2013  | Стажери                                            | Дана                  |                                                                             |
| 2013  | Перетворення                                       | Рей                   |                                                                             |
| 2013  | Застарілий                                         | Ганна                 |                                                                             |
| 2013  | Астрал. Частина 2                                  | Рене Ламберт          |                                                                             |
| 2014  | Сусіди                                             | Келлі Реднер          |                                                                             |
| 2014  | Дорослі новачки                                    | Жустін                |                                                                             |
| 2014  | Енні                                               | Ґрейс                 |                                                                             |
| 2014  | Тут я тебе і залишу                                | Пенні Мур             |                                                                             |
| 2015  | Єдність                                            | оповідачка            |                                                                             |
| 2015  | Шпигунка                                           | Рейна Боянова         |                                                                             |
| 2015  | Настирлива                                         | Лорі Мінервіні        |                                                                             |
| 2016  | Сусіди 2                                           | Келлі Реднер          |                                                                             |
| 2016  | Люди Ікс: Апокаліпсис                              | Мойра Мактаггерт      |                                                                             |
| 2017  | Я люблю тебе, тату                                 | Грейс Каллен          |                                                                             |
| 2018  | Астрал: Останній ключ                              | Рене Ламберт          |                                                                             |
| 2018  | Кролик Петрик                                      | Беатрікс Поттер       |                                                                             |
| 2018  | Гола Джульєтта                                     | Енні Платт            |                                                                             |
| 2018  | Родина за хвилину                                  | Еллі                  |                                                                             |
| 2019  | Дитя робота                                        | Робот Мати (голос)    |                                                                             |
| 2019  | Джексі                                             | Джексі (голос)        |                                                                             |
| 2020  | Гламурний бізнес                                   | Міа Картер            |                                                                             |
| 2020  | Чесний кандидат                                    | Фейт Брюстер          |                                                                             |
| 2020  | Місіс Америка (англ. Mrs. America)                 | Ґлорія Стайнем        |                                                                             |
| 2021  | Кролик Петрик 2: Втеча до міста                    | Беатрікс Поттер       |                                                                             |
| 2021  | Дива коралового рифа                               | оповідачка            |                                                                             |
| 2022  | Серйозно червоний                                  | І Пі                  |                                                                             |
| 2022  | Дух Різдва                                         | Карен                 |                                                                             |
| 2023  | Астрал: Червоні двері                              | Рене                  |                                                                             |
| 2023  | Підлітки-мутанти Черепашки-ніндзя: Погром мутантів | Шкіряна голова        |                                                                             |
| 2023  | Езра                                               | Дженна                |                                                                             |
| 2025  | Якби у мене були ноги, я би тебе пнула             | Лінда                 |                                                                             |